# De patriot
De patriot is een hoorspel naar het toneelstuk Der Patriot (1925) van Alfred Neumann. Het werd door de Nordwestdeutscher Rundfunk als hoorspel uitgezonden op 7 oktober 1946 en in de bewerking van Ashley Dukes & Cynthia Pugh op 28 juni 1947 door de BBC, onder de titel Such Men Are Dangerous. Jan van Ees vertaalde het en de AVRO zond het uit op donderdag 11 januari 1968. De regisseur was Dick van Putten. De uitzending duurde 95 minuten.

## Rolbezetting
- Johan Schmitz (graaf Pahlen)
- Peronne Hosang (barones Ostermann)
- Wam Heskes (de kanselier)
- Willy Ruys (de adjudant)
- Frans Somers (de kamerheer)
- Henk Schaer (tsaar Paul I)
- Hans Karsenbarg (kroonprins Alexander)
- Herman van Eelen (een stafkapitein)
- Hans Veerman (Stephan)
- Harry Bronk (een lakei)
- Jos van Turenhout (de dokter)
- Huib Orizand (generaal Walerian Soboff)
- Jan Verkoren (generaal Talysin)

## Inhoud
We bevinden ons aan het hof van de Russische tsaar Paul I. Die heeft Rusland in een zware crisis gestort door zijn onverantwoordelijke buitenlandse politiek en door wreedaardige hardheid in de handhaving van de binnenlandse orde. Hij is een doodzieke man en zijn verstand, ondermijnd door de gevolgen van een verdorven leven, wordt gekweld door doodsangst. Ook de sfeer aan het hof is catastrofaal: er is een samenzwering aan de gang om de intronisatie van de tsarewitsj Alexander door een staatsgreep mogelijk te maken. De leider, graaf P.L. von der Pahlen, in zijn dubbele eigenschap van oorlogsminister en enige vertrouweling van de tsaar, schuwt geen enkel middel. Met heel veel bedachtzaamheid spint hij het web dat de val van Paul noodzakelijkerwijze tot gevolg moet hebben. Hij ziet zichzelf als het werktuig van het noodlot om Rusland van deze monarch te bevrijden. Pahlen alleen draagt de enorme verantwoordelijkheid voor het verloop van de geschiedenis en blijkt bij de vervulling van deze opgave geen overweldiger te zijn, maar een patriot…